# Ринтелн
Ринтелн (њем. Rinteln) град је у њемачкој савезној држави Доња Саксонија. Једно је од 38 општинских средишта округа Шаумбург. Према процјени из 2010. у граду је живјело 27.223 становника. Посједује регионалну шифру (AGS) 3257031.

## Географски и демографски подаци
Ринтелн се налази у савезној држави Доња Саксонија у округу Шаумбург. Град се налази на надморској висини од 56 метара. Површина општине износи 109,1 km². У самом граду је, према процјени из 2010. године, живјело 27.223 становника. Просјечна густина становништва износи 250 становника/km².

## Међународна сарадња
| Мјесто | Држава               | Врста сарадње | Од    |
| ------ | -------------------- | ------------- | ----- |
|        | Пољска               | партнерство   | 1992. |
| Кендал | Уједињено Краљевство | партнерство   | 1992. |
| Извор  |                      |               |       |